# Cistícola de coroneta pàl·lida
La cistícola de coroneta pàl·lida (Cisticola cinnamomeus) és una espècie d'ocell passeriforme de la família Cisticolidae pròpia del sud d'Àfrica.

## Descripció
És un ocell petit de bec punxegut i cua relativament curta. La part superior del cap i costats són de color canyella, aspecte al qual deu el seu nom científic (cinnamomeus en llatí significa "de color canyella"). Les plomes de l'esquena, les ales i la cua són negres amb les vores de color canyella, mentre que el plomatge de les parts inferiors és blanc.

## Taxonomia
Fins a l'any 2000 es classificava com una subespècie de la cistícola bruna (Cisticola brunnescens) però actualment es consideren espècies separades.

## Hàbitat i distribució
L'hàbitat natural són els aiguamolls i els herbassars de terres altes.
Es troba des del sud de l'Àfrica central i oriental fins a l'est de Sud-àfrica.